# David Lloyd (Sänger, 1912)
David George Lloyd  (* 6. April 1912 in Trelogan; † 27. März 1969 in Rhyl) war ein walisischer Opernsänger (Tenor).

## Leben
Lloyd war eines von sieben  Kindern eines Bergmannes. Er verließ mit vierzehn Jahren die Schule und absolvierte eine Lehre als Zimmermann. Er war musikalisch interessiert und begabt und beteiligte sich an verschiedenen Eisteddfodau in Flintshire und den Vale of Clwyd. 1933 gewann er ein Sam-Heilbut-Stipendium, das ihm ein Studium an der Guildhall School of Music and Drama in London ermöglichte. Er war dort Schüler von Walter Hyde und gewann mehrere Preise, darunter den  Catherine Howard Prize für Tenöre (1934), die Goldmedaille seiner Schule (1937) und eine Medaille der City of London Worshipful Company of Musicians (1938).
Er trat 1938 der Glyndebourne Opera Company unter der Leitung von Fritz Busch bei und sang in der Saison 1938–39 in Opern von Mozart und Verdi und erhielt Hauptrollen in Opernaufführungen bei Festivals in Schweden, Dänemark und Belgien. 1940 sang er Mozart im Sadler’s Wells, dann unterbrach der Zweite Weltkrieg seine Laufbahn. Während seiner fünfjährigen Dienstzeit bei den Welsh Guards arbeitete er für den Rundfunk, sang Plattenaufnahmen ein und gab Konzerte.
Nach dem Krieg setzte er seine Laufbahn als Opernsänger fort und sang Partien als Erster Tenor bei Festivals in Holland und beim Verdi-Festival in Großbritannien unter der Leitung von Thomas Beecham. 1954 erlitt er bei der Produktion einer Sendung der BBC einen schweren Unfall. Erst sechs Jahre später kehrte er beim Llangollen International Eisteddfod auf die Bühne zurück. 1961 unternahm er eine Konzertreise durch die USA und Kanada. Als Juror wirkte er bei den National Eisteddfodau in Caernarfon (1959) und Swansea (1964).